# Самедов Олександр Сергійович
Олександр Сергійович Самедов (рос. Александр Сергеевич Самедов; азерб. Aleksandr Səmədov, нар. 19 липня 1984, Москва) — колишній російський футболіст азербайджанського походження, півзахисник. Виступав за національну збірну Росії.

## Клубна кар'єра
Народився 19 липня 1984 року в Москві. Вихованець футбольної школи клубу «Спартак» (Москва). Дорослу футбольну кар'єру розпочав 2001 року в основній команді того ж клубу, в якій провів чотири сезони, взявши участь у 47 матчах чемпіонату. 
Своєю грою за цю команду привернув увагу представників тренерського штабу клубу «Локомотив» (Москва), до складу якого приєднався 2005 року. Відіграв за московських залізничників наступні три сезони своєї ігрової кар'єри.
Протягом 2008—2009 років захищав кольори команди клубу ФК «Москва».
2010 року уклав контракт з московським «Динамо», у складі якого провів наступні два роки своєї кар'єри гравця. Більшість часу, проведеного у складі московського «Динамо», був основним гравцем команди.
2012 року знову став гравцем московського «Локомотива». Відіграв за московських залізничників після повернення 128 матчів у національному чемпіонаті.
У січні 2017 року повернувся до рідної команди — московського «Спартака».
Завершив кар'єру у 2020 році.

## Виступи за збірну
2011 року дебютував в офіційних матчах у складі національної збірної Росії, у формі якої провів 53 матчі та забив 7 голів.

## Досягнення
- Чемпіон Росії (1):

«Спартак» (Москва): 2016/17
- Володар кубка Росії (3):

«Спартак» (Москва): 2002/03
«Локомотив» (Москва): 2006/07, 2014/15
- Володар суперкубка Росії (1):

«Спартак» (Москва): 2017